# Bagrus
Bagrus es un género de peces de la familia Bagridae en el orden de los Siluriformes.
Son peces de agua dulce, distribuidos por ríos y lagos de África, excepto la especie Bagrus tucumanus que se encuentra en Argentina (América del Sur).

## Especies
Las especies de este género son:
- Bagrus bajad (Forsskål, 1775)
- Bagrus caeruleus T. R. Roberts & D. J. Stewart, 1976
- Bagrus degeni Boulenger, 1906
- Bagrus docmak (Forsskål, 1775)
- Bagrus filamentosus Pellegrin, 1924
- Bagrus lubosicus Lönnberg, 1924
- Bagrus meridionalis Günther, 1894
- Bagrus orientalis Boulenger, 1902
- Bagrus tucumanus Burmeister, 1861
- Bagrus ubangensis Boulenger, 1902
- Bagrus urostigma Vinciguerra, 1895